# 王質 (唐)
王 質（おう しつ、769年 - 836年）は、唐代の官僚。字は華卿。絳州竜門県の出身。本貫は太原府祁県。

## 経歴
王潜の五男として生まれた。寿春に寓居して、自ら耕作して母を養い、もっぱら講学を生業として、門人たちを集めた。元和6年（811年）、進士甲科に登第した。嶺南管記を初任とし、蔡州・許州・梓州・興元府の4州府の補佐役を歴任して、監察御史を兼ねた。入朝して殿中侍御史となり、戸部員外郎に転じた。旧府の推薦により、検校司封郎中となり、山南西道節度副使をつとめた。入朝して戸部郎中となり、諫議大夫に転じた。
大和5年（831年）、王守澄が宰相の宋申錫を誣告すると、文宗は怒って、宋申錫を処刑しようとした。王質と崔玄亮が泣いて諫めたため、宋申錫は左遷されるにとどまった。王質は宦官たちにうとんじられ、虢州刺史として出された。李徳裕が宰相となると、王質はその礼遇を受け、国事には必ず王質の諮問を受けて決定された。ほどなく王質は召還されて給事中・河南尹となった。大和8年（834年）、宣州刺史となり、御史中丞を兼ね、宣歙団練観察使をつとめた。開成元年（836年）12月、病の徴候なく突然に死去した。享年は68。左散騎常侍の位を追贈された。諡は定といった。

## 家族
- 玄祖父：王通
- 高祖父：王福祚（上蔡県主簿）
- 曾祖父：王勉（宝鼎県令）
- 祖父：王怡（渝州司戸参軍）
- 父：王潜（天長県丞）[1]
- 子：王慶存[4]

## 伝記資料
- 『旧唐書』巻163 列伝第113
- 『新唐書』巻164 列伝第89